# Lijst van rijksmonumenten in Sint-Oedenrode
De plaats Sint-Oedenrode telt 39 inschrijvingen in het rijksmonumentenregister. Hieronder een overzicht.
| Object | Oorspronkelijke functie?  | Bouwjaar                                     | Architect                                           | Locatie                                                               | Coördinaten?                  | Nr.?   | Afbeelding                                                       |
| --- | ------------------------- | -------------------------------------------- | --------------------------------------------------- | --------------------------------------------------------------------- | ----------------------------- | ------ | ---------------------------------------------------------------- |
| Dorpswoning met zadeldak tussen zijtopgevels                                                              | Woonhuis                  | eerste helft 19e eeuw                        |                                                     | Borchmolendijk 4                                                      | 51° 33' 53" NB, 5° 27' 42" OL | 33647  | Dorpswoning met zadeldak tussen zijtopgevels                     |
| Dorpswoning met zadeldak tussen zijtopgevels                                                              | Woonhuis                  | begin 19e eeuw                               |                                                     | Borchmolendijk 6                                                      | 51° 33' 52" NB, 5° 27' 43" OL | 33648  | Dorpswoning met zadeldak tussen zijtopgevels                     |
| Herenhuis met gebosseerd gepleisterde lijstgevel                                                          | Woonhuis                  | begin 19e eeuw                               |                                                     | Borchmolendijk 8                                                      | 51° 33' 54" NB, 5° 27' 43" OL | 33649  | Herenhuis met gebosseerd gepleisterde lijstgevel                 |
| Kasteel Henkenshage                                                                                       | Kasteel, buitenplaats     | middeleeuwen ca. 1875 (verbouwd)             |                                                     | Laan van Henkenshage 1                                                | 51° 33' 33" NB, 5° 27' 23" OL | 33650  | Meer afbeeldingen                                                |
| Hoogkoor van de voormalige 'Kapittelkerk' (Sint-Martinuskerk                                              | Kerk en kerkonderdeel     | 1498                                         |                                                     | Heuvel 1                                                              | 51° 33' 48" NB, 5° 27' 40" OL | 33651  | Meer afbeeldingen                                                |
| N.H. Kerk                                                                                                 | Kerk en kerkonderdeel     | 1805 (gebouwd) 15e eeuw (delen schip)        |                                                     | Kerkdijk-Noord 8                                                      | 51° 33' 57" NB, 5° 28' 13" OL | 33652  | Meer afbeeldingen                                                |
| Toren der N.H. Kerk                                                                                       | Kerk en kerkonderdeel     | eerste helft 15e eeuw                        |                                                     | Kerkdijk-Noord bij 8                                                  | 51° 33' 56" NB, 5° 28' 12" OL | 33653  | Meer afbeeldingen                                                |
| Sint-Paulusgasthuis                                                                                       | Sociale zorg, liefdadigh. | 18e-19e eeuw                                 |                                                     | Kerkstraat 20                                                         | 51° 33' 45" NB, 5° 27' 35" OL | 33654  | Meer afbeeldingen                                                |
| Tweetal dorpswoningen onder met pannen belegd zadeldak en met ramen van kleine roedenverdeling met luiken | Woonhuis                  | 19e eeuw                                     |                                                     | Kofferen 43                                                           | 51° 33' 41" NB, 5° 27' 24" OL | 33655  | Meer afbeeldingen                                                |
| Herenhuis onder schilddak en met gepleisterde lijstgevel                                                  | Woonhuis                  | eerste helft 19e eeuw                        |                                                     | Markt 6                                                               | 51° 33' 54" NB, 5° 27' 39" OL | 33656  | Herenhuis onder schilddak en met gepleisterde lijstgevel         |
| Herenhuis met gebosseerd gepleisterde lijstgevel onder schilddak                                          | Woonhuis                  | begin 19e eeuw                               |                                                     | Markt 8                                                               | 51° 33' 53" NB, 5° 27' 39" OL | 33657  | Herenhuis met gebosseerd gepleisterde lijstgevel onder schilddak |
| Hoeve 'De grote laar'                                                                                     | Boerderij                 | 1699                                         |                                                     | Nijnselseweg 19                                                       | 51° 33' 35" NB, 5° 28' 12" OL | 33658  | Meer afbeeldingen                                                |
| Kasteel-raadhuis 'Dommelrode'                                                                             | Bestuursgebouw en onderdl | 16e eeuw                                     |                                                     | Burgemeester Wernerplein 1                                            | 51° 33' 37" NB, 5° 27' 38" OL | 33659  | Meer afbeeldingen                                                |
| R.K. Kerkhof                                                                                              | Begraafplaats en -onderdl | 1565 (stenen grafkruis) 1641+1643 (grafzerk) |                                                     | tussen burchtstraat, odapad, sluisplein, leerlooijersplein, kerkplein | 51° 33' 47" NB, 5° 27' 43" OL | 33660  | Upload foto                                                      |
| Boerderij van het Kempische langgeveltype                                                                 | Boerderij                 | 1715                                         |                                                     | Veghelseweg 51                                                        | 51° 34' 56" NB, 5° 29' 35" OL | 33661  | Boerderij van het Kempische langgeveltype                        |
| Boerderij van het langgeveltype                                                                           | Boerderij                 |                                              |                                                     | Vernhout 6                                                            | 51° 32' 24" NB, 5° 26' 20" OL | 33662  | Boerderij van het langgeveltype                                  |
| Kinderbos: jachthuis                                                                                      | Tuin, park en plantsoen   | 1900                                         |                                                     | Kinderbos 5                                                           | 51° 34' 22" NB, 5° 26' 31" OL | 520464 | Meer afbeeldingen                                                |
| Kinderbos: hooischuur                                                                                     | Boerderij                 | 1930                                         |                                                     | Kinderbos 5                                                           | 51° 34' 22" NB, 5° 26' 31" OL | 520465 | Meer afbeeldingen                                                |
| Woonhuis in Eclectische stijl                                                                             | Woonhuis                  | 1863                                         |                                                     | Markt 2                                                               | 51° 33' 54" NB, 5° 27' 41" OL | 520470 | Woonhuis in Eclectische stijl                                    |
| Koetshuis                                                                                                 | Bijgebouwen kastelen enz. | 1863                                         |                                                     | Markt 2a                                                              | 51° 33' 54" NB, 5° 27' 41" OL | 520471 | Koetshuis                                                        |
| Kerkhof: entreehek met beelden aan weerszijden                                                            | Erfscheiding              | ca. 1900                                     |                                                     | Heuvel 1                                                              | 51° 33' 47" NB, 5° 27' 43" OL | 520473 | Meer afbeeldingen                                                |
| Kerkhof: kerkhofkapel                                                                                     | Kapel                     | 1934                                         | Granpré Molière                                     | Heuvel 1                                                              | 51° 33' 48" NB, 5° 27' 40" OL | 520474 | Meer afbeeldingen                                                |
| Kerkhof: beeld van Sint-Martinus                                                                          | Gedenkteken               | ca. 1853                                     |                                                     | Heuvel 1                                                              | 51° 33' 47" NB, 5° 27' 43" OL | 520475 | Meer afbeeldingen                                                |
| Kerkhof: schuur                                                                                           | Opslag                    | 1900                                         |                                                     | Heuvel 1                                                              | 51° 33' 47" NB, 5° 27' 43" OL | 520476 | Meer afbeeldingen                                                |
| Postkantoor met dienstwoning                                                                              | Overheidsgebouw           | 1901-1902                                    |                                                     | Borchmolendijk 5                                                      | 51° 33' 55" NB, 5° 27' 43" OL | 520477 | Postkantoor met dienstwoning                                     |
| Boerderij van het langgeveltype                                                                           | Boerderij                 | 1885                                         |                                                     | Boxtelseweg 9                                                         | 51° 35' 30" NB, 5° 23' 45" OL | 520478 | Upload foto                                                      |
| Woning annex koetshuis. 'Alkemade'                                                                        | Woonhuis                  | 1850                                         |                                                     | Borchmolendijk 29                                                     | 51° 33' 56" NB, 5° 27' 50" OL | 520479 | Woning annex koetshuis. 'Alkemade'                               |
| Boerderij van het langgeveltype                                                                           | Boerderij                 | ca. 1880                                     |                                                     | Hulst 5                                                               | 51° 33' 53" NB, 5° 24' 53" OL | 520480 | Meer afbeeldingen                                                |
| Portierswoning bij kasteel Henkenshage                                                                    | Dienstwoning              | 1909                                         |                                                     | Kasteellaan 1                                                         | 51° 33' 38" NB, 5° 27' 16" OL | 520481 | Portierswoning bij kasteel Henkenshage                           |
| Voormalige pastorie                                                                                       | Kerkelijke dienstwoning   | derde kwart 19e eeuw                         |                                                     | Kerkdijk-Noord 5                                                      | 51° 33' 58" NB, 5° 28' 15" OL | 520482 | Voormalige pastorie                                              |
| Voormalige zuivelfabriek                                                                                  | Industrie                 | 1916                                         | L.J.P. Kooken                                       | Lindendijk 5                                                          | 51° 34' 3" NB, 5° 27' 53" OL  | 520483 | Meer afbeeldingen                                                |
| Kleinsminarie                                                                                             | Kerk en kerkonderdeel     | 1923 (bouw) 1933 (uitbreiding)               | E. Molengraaf S. Switzar jr.                        | Schijndelseweg 46                                                     | 51° 35' 13" NB, 5° 27' 37" OL | 520484 | Kleinsminarie                                                    |
| Kerkhof: aanleg                                                                                           | Begraafplaats en -onderdl | 1853                                         |                                                     | Heuvel 1                                                              | 51° 33' 47" NB, 5° 27' 43" OL | 525689 | Meer afbeeldingen                                                |
| Kerkhof: baarhuisje                                                                                       | Begraafplaats en -onderdl | ca. 1900                                     |                                                     | Heuvel 1                                                              | 51° 33' 48" NB, 5° 27' 40" OL | 525690 | Meer afbeeldingen                                                |
| Kerkhof: calvarieberg                                                                                     | Kerk en kerkonderdeel     | 1909                                         | H. van der Geld en mogelijk ook andere beeldhouwers | Heuvel 1                                                              | 51° 33' 48" NB, 5° 27' 40" OL | 525691 | Meer afbeeldingen                                                |
| Kerkhof: acht neogotische grafmonumenten                                                                  | Begraafplaats en -onderdl | 1900                                         |                                                     | Heuvel 1                                                              | 51° 33' 47" NB, 5° 27' 43" OL | 525692 | Meer afbeeldingen                                                |
| Kinderbos: langgevelboerderij                                                                             | Boerderij                 | 19e eeuw                                     |                                                     | Kinderbos 5                                                           | 51° 34' 22" NB, 5° 26' 31" OL | 525693 | Meer afbeeldingen                                                |
| Kinderbos: varkensstal met bakhuis                                                                        | Boerderij                 | ca. 1930                                     |                                                     | Kinderbos 5                                                           | 51° 34' 22" NB, 5° 26' 31" OL | 525694 | Upload foto                                                      |
| Molenromp van Molen van de Bergh                                                                          | Industrie- en poldermolen | 1856                                         |                                                     | Boskantseweg 34A                                                      | 51° 33' 34" NB, 5° 27' 1" OL  | 527511 | Meer afbeeldingen                                                |